# Enter-фільм
«Enter-фільм» — загальноукраїнський фільмовий телеканал. Входить до медіаконгломерату «Inter Media Group».

## Історія
Вперше вийшов в етер 25 лютого 2002 року.
З 25 грудня 2016 року телеканал мовить у форматі 16:9.
31 березня 2021 року почав мовлення у стандарті високої чіткості (HD).
З 2010 по 2020 рік телеканал транслював закордонну і радянську кінокласику. Однак, з 16 липня 2021 року, після набуття чинності нових норм закону України «Про забезпечення функціонування української мови як державної» замість радянських фільмів «Enter-фільм» транслює фільми українського виробництва та закордонні серіали з українським закадровим озвученням.
Через російське вторгнення в Україну з 24 лютого до 17 квітня 2022 року телеканал цілодобово транслював інформаційний марафон «Єдині новини». В етері була відсутня реклама.
З 18 квітня 2022 року відновив самостійне мовлення, кардинально змінивши програмну сітку. З етеру повністю прибрано радянські та російські фільми.

## Рейтинги
2021 року частка каналу «Enter-фільм» становила 0,84 % з рейтингом 0,1 % (дані системи Nielsen, авдиторія 18-54 міста 50 тис.+, 14-е місце серед українських каналів).

## Логотипи
Телеканал змінив 4 логотипи. Нинішній — 5-й за ліком.
| Логотип | Опис |
| ------- | --- |
|         | З 25 лютого 2002 до 30 листопада 2011 року логотипом була чорна літера «e» із подовженим заокругленим кінцем, як у символу «@». Літера знаходилась на круглій срібній підкладці. Навколо підкладки проходив трикутник з прозорим тлом і дуже заокругленими кутами, який внизу посередині був розірваним білим словом «фільм». Знаходився у правому верхньому куті. |
|         | Логотип, що з 2006 до 2011 року використовувався в заставках і анонсах, а також на офіційному сайті і у ЗМІ. |
|         | З 1 грудня 2011 року до 2012 року використовувався схожий логотип. Було змінено шрифт слова «фільм», яке стало повністю належати площині трикутника. Тло трикутника — непрозоре помаранчевого кольору. На білій середині літера «e» трохи збільшена у розмірі, а її колір також змінений на помаранчевий. Знаходився там же.                                       |
|         | З 2012 року до 31 січня 2022 року використовувався схожий логотип, але слово «фільм» переміщено під трикутник і стало помаранчевого кольору. Логотип дещо зменшений у розмірі. Для HD-версій телеканалу внизу є білий зменшений напис «HD». |
|         | З 1 лютого 2022 року дотепер використовується логотип версії 2011 року, але білого кольору. Після початку повномасштабного російського вторгнення в Україну з 24 лютого по 17 квітня 2022 року під логотипом був прапор України у серці з підписом «#UAразом». |

## Наповнення етеру

### Телесеріали
- V.I.P.
- Архів Шерлока Холмса
- Багряні ріки
- Головний підозрюваний
- Десяте королівство
- Детективне агентство «Місячне сяйво»
- Джекіл та Хайд
- Доктор Блейк
- Загадкові вбивства Агати Крісті
- Загублений світ
- Захоплення
- Згадати молодість
- Занепад
- Запороги
- Злочин з багатьма невідомими
- Зоряний шлях
- Клон
- Колекція
- Комісар Рекс
- Королеви
- Леді-детектив місс Фрайні Фішер
- Мафіоза
- Мемуари Шерлока Холмса
- Міс Марпл Агати Крісті
- Місіс Вілсон
- Моє друге я
- Падіння
- Пані Фазілет і її доньки
- Парфюм
- Пастка
- Персона
- Повернення Шерлока Холмса
- Посмішка звіра
- Пригоди Шерлока Холмса
- Профайл
- Пуаро Агати Крісті
- Розслідування Мердока
- Розслідування Френкі Дрейк
- СБУ. Спецоперація
- Слідство веде Аврора
- Слідство веде Детектив Гурман
- Слідство веде Емма Філдінг
- Таємниця старих будинків
- Суто англійські вбивства
- Ярмарок марнославства

### Програми
- 6 соток
- Зіркові долі
- Квадратний метр
- Корисні поради
- Правда життя
- Садові поради
- Скептик
- Таємниці світу
- Удачний проект

### Архівні програми
- 4.5.0
- Академія сміху
- Великі українці
- Двоколісні хроніки
- Замки Закарпаття
- Зіркове життя
- Кіноляпи
- Кінотрейлери
- Корисна програма
- Легендарні замки України
- Люди кіно
- Моя історія
- Моя правда
- Невідома версія
- Обличчя
- Позаочі
- Речовий доказ
- Розкажіть про Україну
- Саундтреки
- Світова кухня по-українськи
- Спеція
- Спогади
- Україна вражає
- Україна: Забута історія

## Мовлення

### Супутникове мовлення
| Супутник         | Стандарт | Частота | Символьна швидкість | Поляризація     | FEC | Формат зображення | Помітки | Кодування |
| ---------------- | -------- | ------- | ------------------- | --------------- | --- | ----------------- | ------- | --------- |
| Astra 4A (4.8°E) | DVB-S2   | 12437   | 30000               | вертикальна (V) | 3/4 | MPEG-4            | EPG     | FTA       |

### Етерне цифрове мовлення
| Канал | Мультиплекс | Стандарт | EPG        | Формат мовлення |
| ----- | ----------- | -------- | ---------- | --------------- |
| 7     | MX-3        | DVB-T2   | Green tick | SD 576 16:9     |

## Нагороди
- 2010 та 2011 року отримав нагороду «Найкращий фільмовий канал» у щорічній телевізійній премії «Media & Sat Leaders»
- 2011 року телеканал став одним із переможців конкурсу з питань телебачення і радіомовлення України